# Вольфганг Гак
Вольфганг Гак (Wolfgang Haack; 16 січня 1910, Вайсенфельс — 3 квітня 1991, Вестергольц) — німецький офіцер, корветтен-капітан крігсмаріне (1 грудня 1942), адмірал флотилії бундесмаріне.

## Біографія
1 квітня 1928 року вступив в рейхсмаріне. З жовтня 1941 року по січень 1943 року — командир 38-ї, з лютого 1943 по серпень 1944 року — 4-ї флотилії мінних тральщиків. В 1945 році — 1-й офіцер (начальник оперативного відділу) Адміралштабу командувача-адмірала Скагеррака. 
18 червня 1956 року вступив в бундесмаріне і був призначений керівником Центру випробувань військово-морської зброї у Фленсбурзі-Мюрвіку. З липня 1961 року командував флотилією сил протимінної оборони. З жовтня 1964 року очолював командування військово-морським озброєнням. З жовтня 1965 по вересень 1966 року — адмірал військово-морського озброєння. З жовтня 1966 року — командувач військово-морського сектору Північного моря. З лютого 1967 року — командир щойно створеної морської дивізії «Остзе». У вересні 1969 року вийшов у відставку.

## Нагороди
- Медаль «За вислугу років у Вермахті» 4-го класу (4 роки)
- Залізний хрест 2-го і 1-го класу
- Нагрудний знак мінних тральщиків
- Німецький хрест в золоті (30 жовтня 1942)
- Фронтова планка ВМС (1 березня 1945)
- Орден «За заслуги перед Федеративною Республікою Німеччина», офіцерський хрест (12 березня 1970)